# Cyclops potamius
Cyclops potamius – gatunek widłonoga z rodziny Cyclopidae. Nazwa naukowa gatunku została po raz pierwszy opublikowana w 1913 roku przez zoologa Gottlieba Burckhardta (1874–1946).